# Marcel Kurpershoek
Paul Marcel Kurpershoek (ur. 17 maja 1949 w Hadze) – holenderski dziennikarz, arabista i dyplomata, w latach 2009–2013 ambasador Królestwa Niderlandów w Polsce. 

## Życiorys
Ukończył filologię arabską na Uniwersytecie w Lejdzie. Pracował jako starszy wykładowca języka i literatury arabskiej na macierzystej uczelni. Od 1974 zatrudniony w Ministerstwie Spraw Zagranicznych, był m.in. dyrektorem Wydziału Bliskiego Wschodu i Afryki Północnej (1996–2002). 
Pracował na placówkach dyplomatycznych w Damaszku, Kairze i Nowym Jorku. Był ambasadorem Królestwa Niderlandów w Arabii Saudyjskiej (1986–1990) oraz przy NATO (1990–1994). W 2002 został najwyższym przedstawicielem dyplomatycznym w Pakistanie akredytowanym również w Afganistanie, Uzbekistanie, Turkmenistanie i Tadżykistanie – misję pełnił do 2005, następnie był ambasadorem w Turcji (2005–2009). Od 2009 do 2013 reprezentował kraj jako ambasador nadzwyczajny i pełnomocny w Polsce, był również akredytowany w Republice Białoruś. W 2013 został specjalnym wysłannikiem rządu holenderskiego w Syrii. 
Jest autorem książek Het woeste Arabië, Wie luidt de doodsklok over de Arabieren?, Onzalig Jeruzalem, De tragopan van Kohistan i In Limbo.
Odznaczony Krzyżem Komandorskim Orderu Zasługi RP (2013) oraz Medalem Pro Patria.